# Insieme di Julia

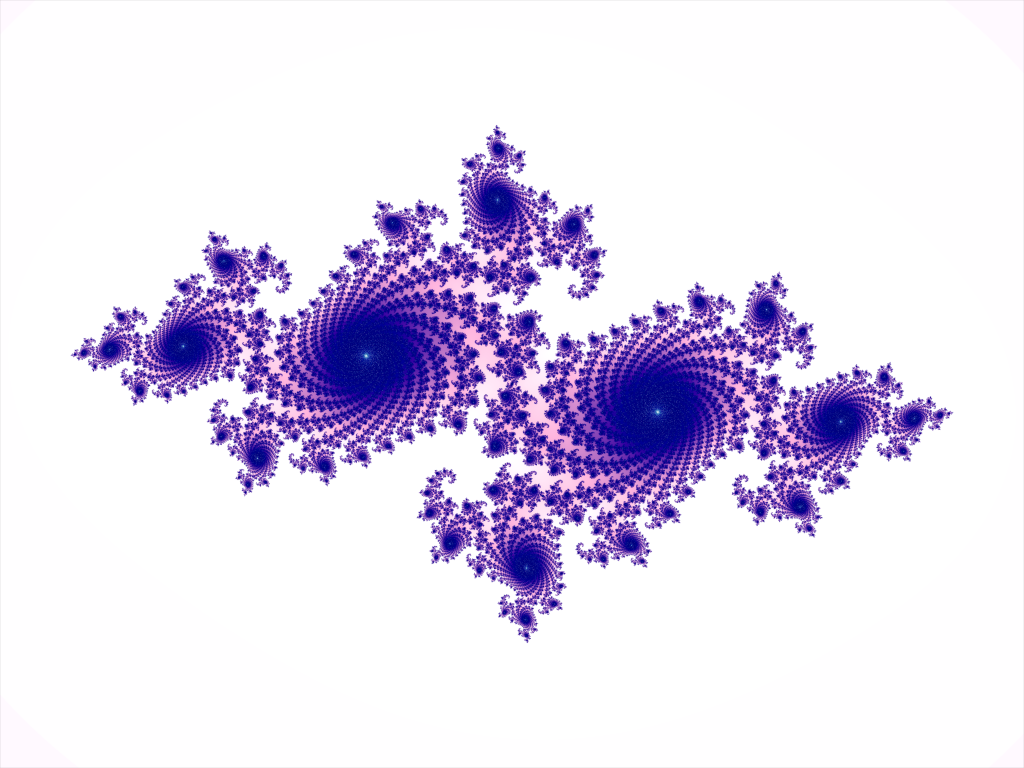
Un insieme di Julia

In analisi complessa, l'insieme di Julia di una funzione olomorfa consiste di tutti quei punti il cui comportamento dopo ripetute iterazioni della funzione è caotico, nel senso che può cambiare drasticamente in seguito ad una piccola perturbazione iniziale.
Il complementare dell'insieme di Julia nel piano complesso si chiama insieme di Fatou: è l'insieme dei punti il cui comportamento (sempre in seguito a ripetute iterazioni della funzione) è più stabile.
I nomi per questi insiemi si riferiscono ai matematici francesi Gaston Julia e Pierre Fatou, che iniziarono a studiare la dinamica delle funzioni olomorfe all'inizio del XX secolo, considerando il caso delle iterazioni di funzioni razionali.

## Polinomi quadratici

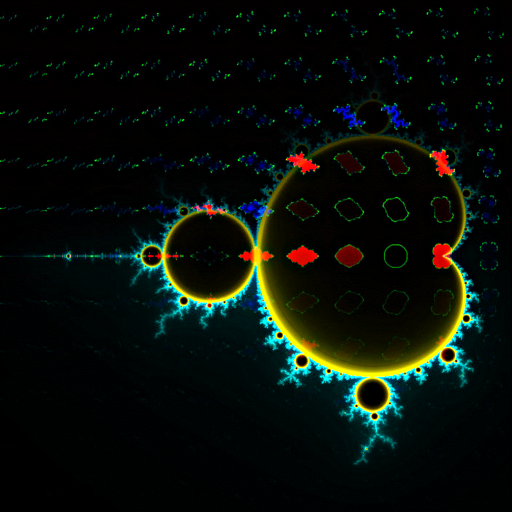
Alcuni insiemi di Julia al variare di nell'insieme di Mandelbrot

Consideriamo ad esempio la funzione olomorfa, dipendente da un parametro complesso {\displaystyle c}:
{\displaystyle f_{c}(z)=z^{2}+c.}
L'insieme di tutti i valori {\displaystyle c} per cui l'insieme di Julia di {\displaystyle f_{c}} è connesso forma il celebre insieme di Mandelbrot. Se {\displaystyle c} è fuori di questo insieme, l'insieme di Julia risulta essere omeomorfo all'insieme di Cantor.

### Esempi

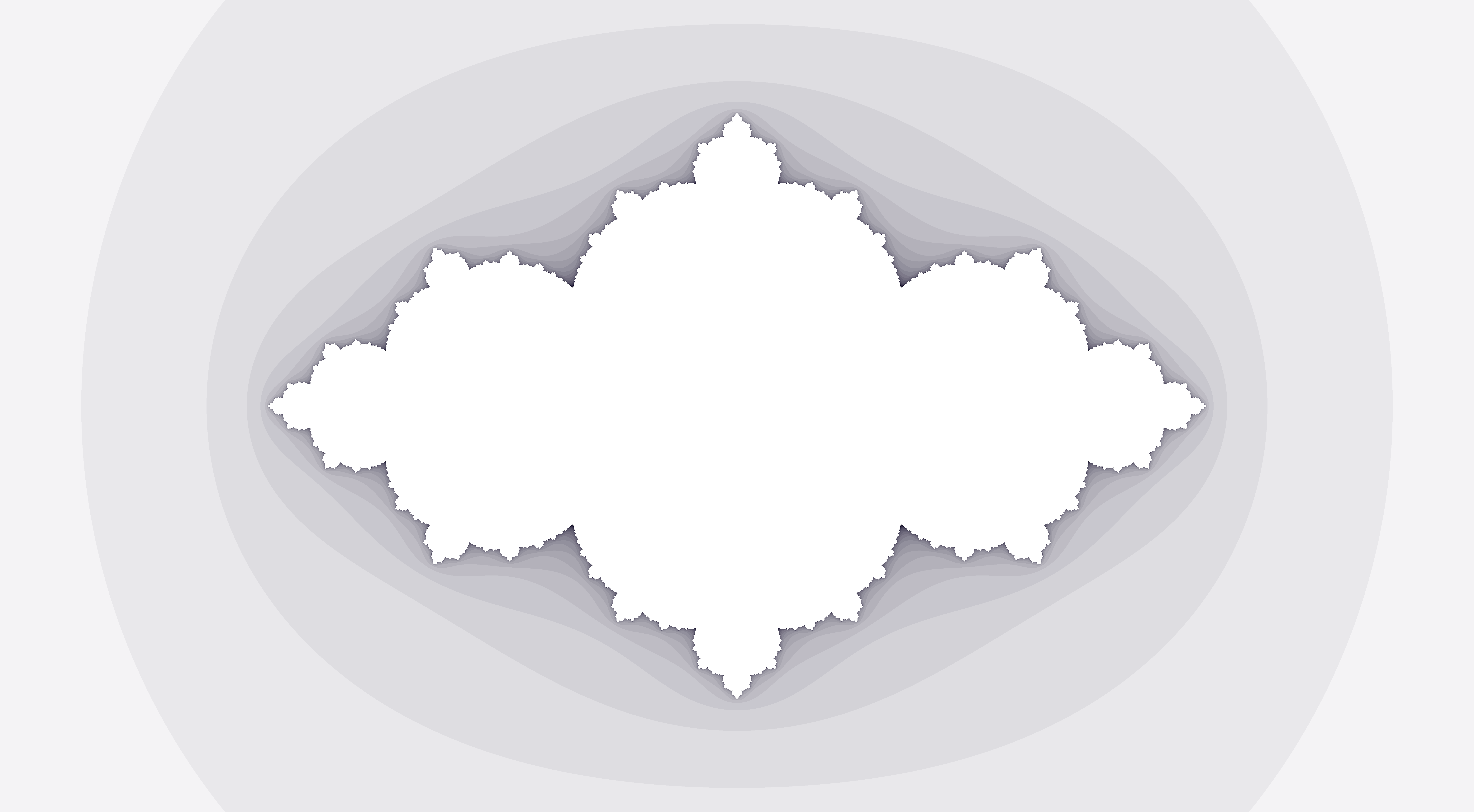
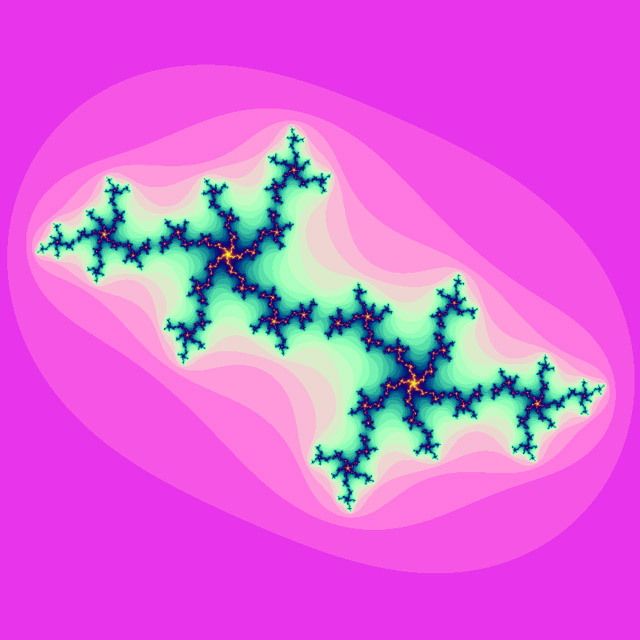
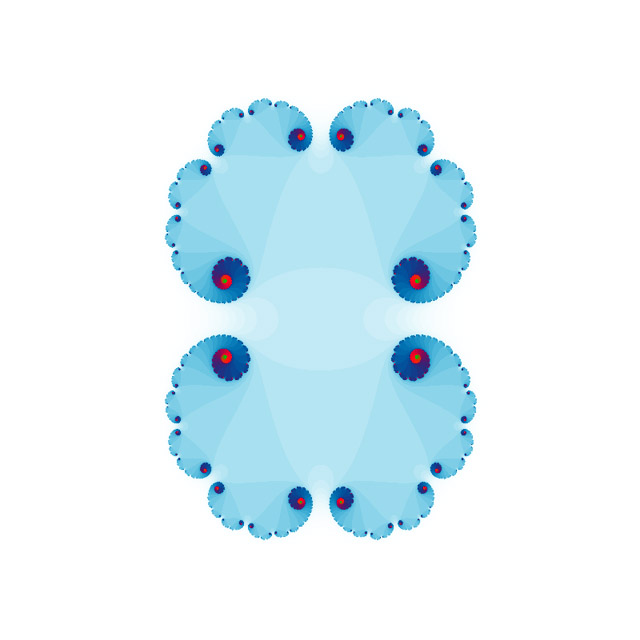

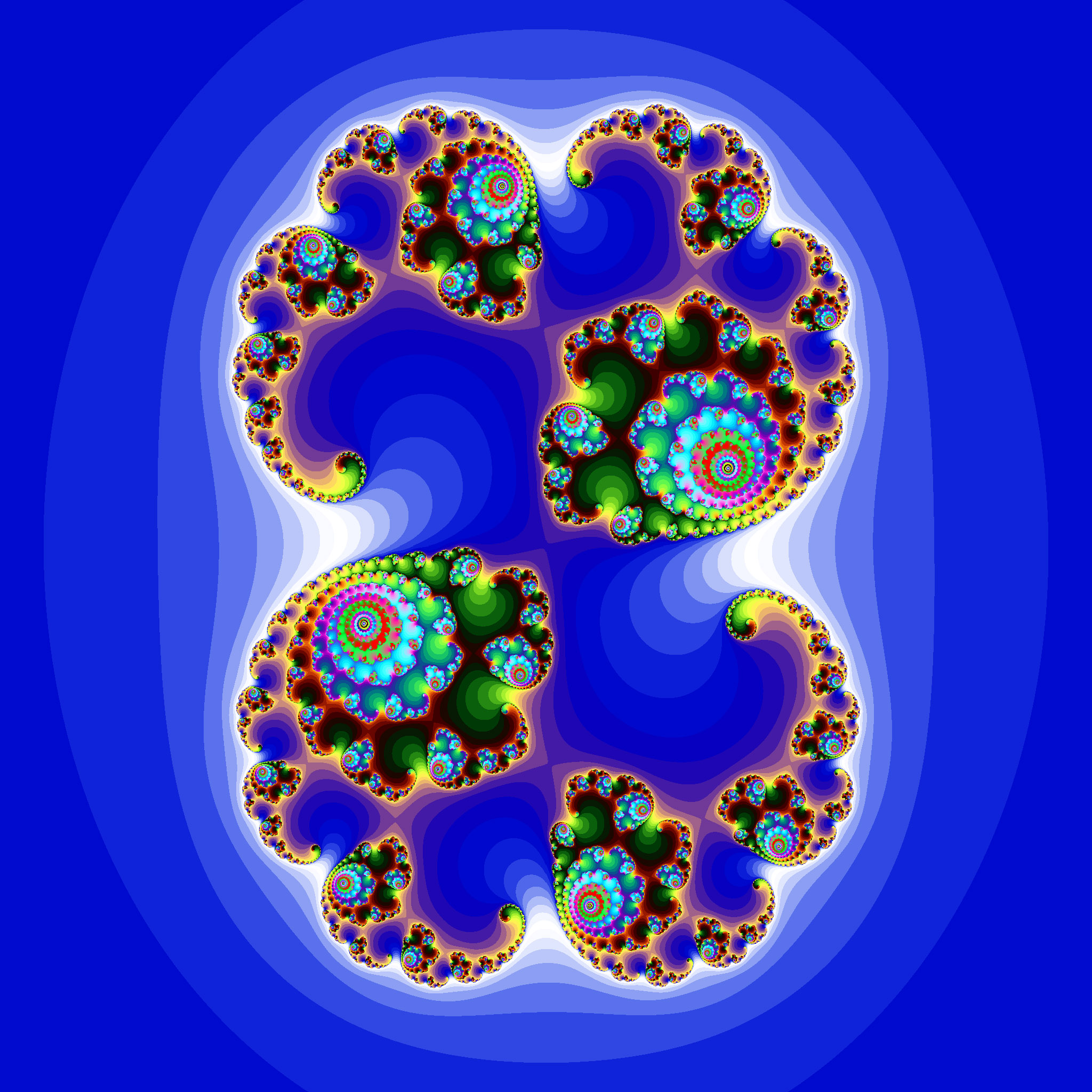
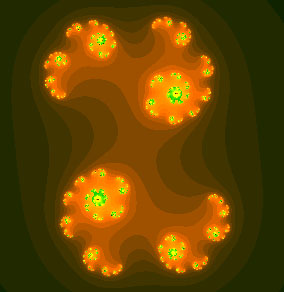
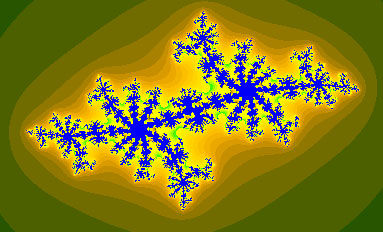
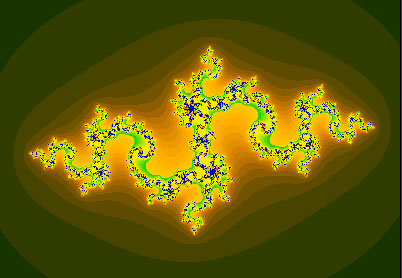

Tramite un calcolatore è possibile rappresentare la dinamica delle iterazioni.
Qui di seguito viene rappresentata la dinamica dell'iterazione {\displaystyle z\rightarrow z^{2}+c} per i valori:
{\displaystyle c=\phi -2;\phi -2+(\phi -1)i;0,285.}
e quindi per: 
{\displaystyle c=0,285+0,013i;0,45-0,1428i;-0,70176-0,3842i;-0,835-0,2321i.}